# Cratere Nutak
Nutak  è un cratere sulla superficie di Marte.